# Miri Bohadana

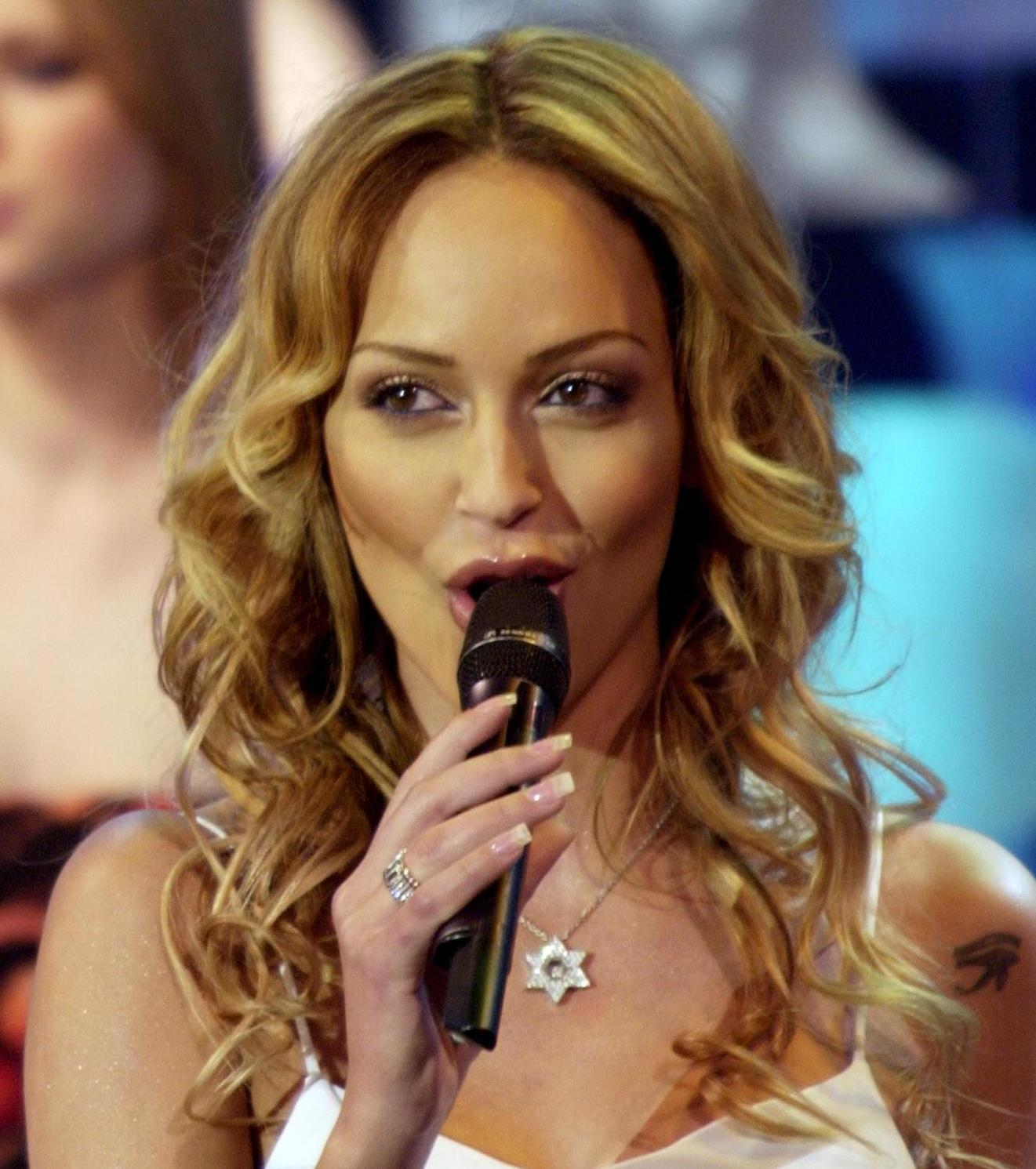
Miri Bohadana

Miriam "Miri" Bohadana-Kobo (hebräisch מרים (מירי) בוהדנה-קובו; * 12. Oktober 1977 in Sderot) ist eine israelische, Schauspielerin, Model und Fernsehmoderatorin.

## Leben und Karriere
Bohadana wurde am 12. Oktober 1977 in Sderot als Tochter marokkanisch-jüdischer Eltern geboren. Bereits im Alter von 15 Jahren nahm sie am Wettbewerb Miss Be'er Scheva teil. Zwei Jahre später wurde sie zur Zweitplatzierten im Miss Israel gekürt. Außerdem modelte sie für die Marken Pierre Cardin, Ferrero Rocher und TNT. Ihr Debüt gab sie 1998 in dem Film Pa'amaim Buskila. Anschließend bekam sie 2001 in Lemon Popsicle: The Party Goes On eine Hauptrolle. 2003 moderierte sie die Sendunt Good Girls. Unter anderem spielte sie 2006 in der Serie Karov L'Vadai mit. Von 2020 bis 2021 war sie in der Serie Ziggy zu sehen.
Seit 2005 ist sie mit dem Geschäftsmann Bebo Kobo liiert, mit dem sie drei Kinder hat. 2020 heirateten die beiden.

## Filmografie
Filme
- 1998: Pa'amaim Buskila
- 2001: Lemon Popsicle 9: The Party Goes On

Serien
- 2001: City Tower
- 2003–2005: Ahava Me'ever Lapina
- 2007–2008: Bubot
- 2008: Ad Hachatuna
- 2018–2019: Shnot HaShmonim
- 2020–2021: Ziggy
- 2022: Shnot HaTishim